# Quận Sabine, Texas
Quận Sabine (tiếng Anh: Sabine County) là một quận trong tiểu bang Texas, Hoa Kỳ. Quận lỵ đóng ở thành phố Hemphill6. Theo kết quả điều tra dân số năm  2000 của Cục điều tra dân số Hoa Kỳ, quận có dân số 10.469 người.

## Địa lý

### Xa lộ chính
- U.S. Highway 96
- State Highway 21
- State Highway 87
- State Highway 103

### Quận giáp ranh
- Quận Shelby  (bắc)
- Quận Sabine Parish, Louisiana  (đông)
- Quận Newton  (nam)
- Quận Jasper  (tây nam)
- Quận San Augustine  (tây)